# Page Moseley
Page Moseley, właściwie John Page Moseley (ur. 15 maja 1959 roku w Mooresville, w hrabstwie Iredell, w stanie Karoliny Północnej) – amerykański aktor.

## Wybrana filmografia
- 1985-86: Santa Barbara jako Dylan Hartley
- 1987: Przystojniak (Hunk) jako Coaster Royce
- 1989: Zagubiony w czasie (Quantum Leap) jako Frankie La Palma
- 1992: Beverly Hills, 90210 jako Freddie Kramer
- 1993: Tina (Tina: What's Love Got To Do With It) jako Ritz Announcer
- 1995-96: Melrose Place jako Vic Munson